# Démantèlement du porte-avions Clemenceau
Pour les articles homonymes, voir Clemenceau (homonymie).
Ne doit pas être confondu avec Clemenceau (PA 28).

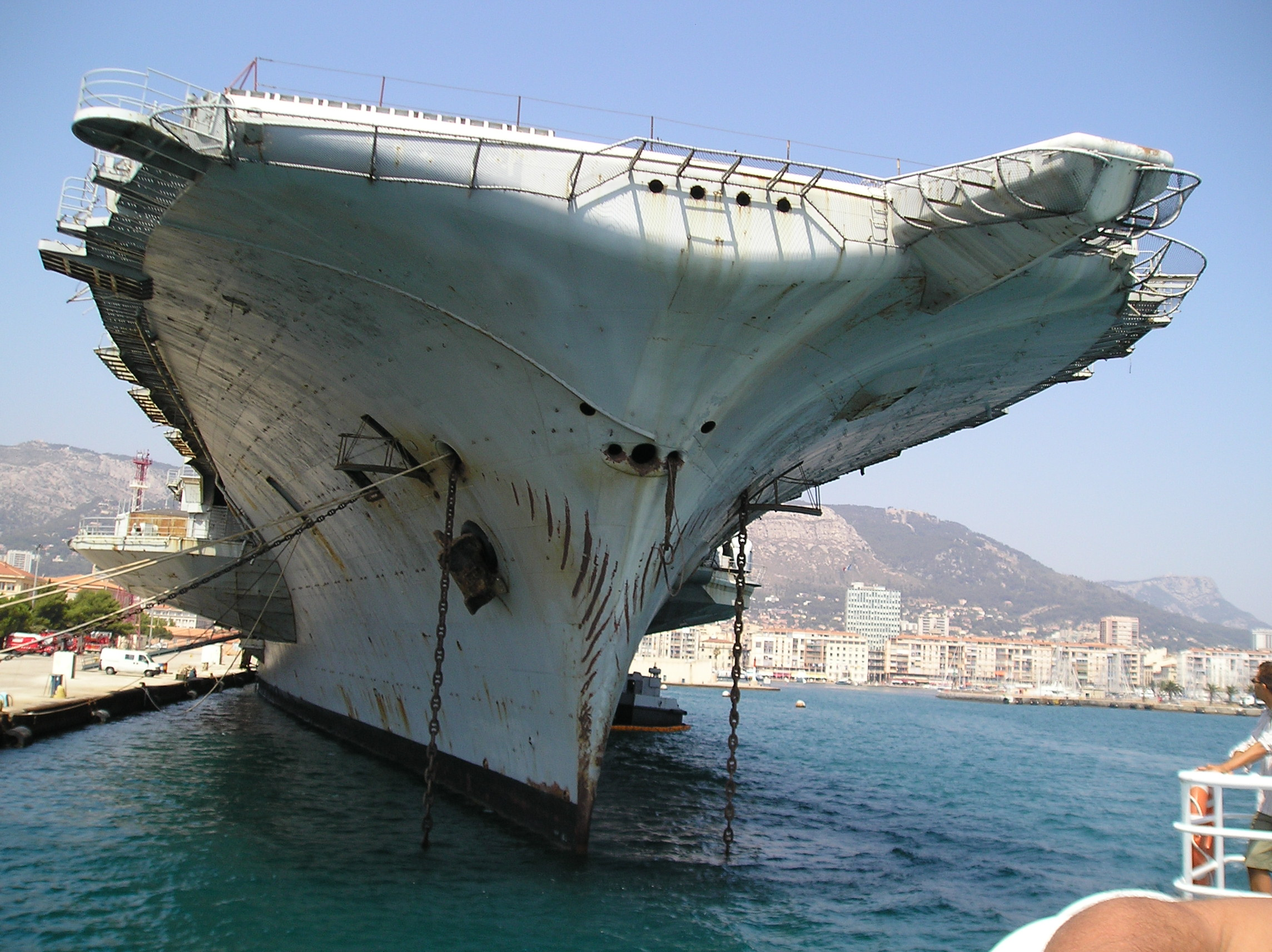
Le Q-790 (ex-Clemenceau) dans le port militaire de Toulon (juillet 2004).

Le démantèlement du porte-avions Clemenceau a débuté avec sa vente pour démolition le 14 avril 2003. Retardée plusieurs années, l'opération, confiée à la société Able Ship Recycling, sur le fleuve Tees (Royaume-Uni) a commencé en 2009 et s'est terminée fin 2010.

## Historique
En 2003 la mairie de Marseille a proposé à la Marine nationale de faire de l'épave du Clemenceau un récif artificiel au large de Marseille afin de rétablir l'écosystème. Cette éventualité a été écartée à cause de la taille d'un tel bâtiment qui aurait pu constituer un réel danger pour des plongeurs pas toujours aguerris.
Le Clemenceau a effectué sa dernière sortie à la mer le 16 juillet 1997 et il a été désarmé le 1er octobre 1997. Il relevait depuis le 3 mars 1998 de la Majorité générale, puis du commandant de la base navale de Toulon.
Alors qu'il était destiné à être démantelé en Espagne, il a été convoyé de façon irrégulière vers la Turquie. Lorsque cela a été constaté, la Marine nationale l'a récupéré à proximité de l'Italie.
Portant le numéro de coque Q-790 depuis 2002, ce déchet industriel spécial est vendu pour démolition le 14 avril 2003 au consortium Ship Decomissioning Industries Corporation (SDI), administré par la société allemande Eckhart Marine GmbH, chargée de le désamianter et de le démanteler. La présence d'une grande quantité d'amiante (1 000 tonnes) dans les gaines entourant toutes les sources de chaleur et dans les protections thermiques des soutes à munitions et à carburant a retardé son départ pour l'Inde pendant près de trois ans, en raison des obstacles juridiques dressés par un collectif de quatre associations — Greenpeace, l'Association nationale des victimes de l'amiante (ANDEVA), Ban Asbestos et le Comité anti-amiante de Jussieu —, qui jugeaient dangereux le transfert du navire.
Après le rejet par le juge des référés du tribunal administratif de Paris des requêtes de ces quatre associations l'ancien porte-avions a appareillé sans encombre du port de Toulon, le samedi 31 décembre 2005 vers 10 h du matin pour le chantier Shree Ram Vessels Scrap Limited d'Alang, en Inde, où il était prévu qu'il soit désamianté et démantelé, encadré par un dispositif de sécurité mis en place par la préfecture maritime. Il était pris en charge par quatre remorqueurs de la marine nationale. Une fois au large, un seul d'entre eux, la Carangue, l'a remorqué en haute mer avant de le remettre au remorqueur de la société SDI, chargée du désamiantage du bâtiment. Se déplaçant à la vitesse de cinq nœuds (environ 9 km/h), le convoi a été escorté par la frégate Aconit jusqu'au canal de Suez. Durant ce transit, des militants écologistes sont montés à bord et y ont manifesté leur opposition au transfert international de ce qu'ils considéraient comme un déchet.
21 janvier 2006 : les autorités égyptiennes, après avoir bloqué le 12 janvier l'entrée du Clemenceau en attendant des précisions, ont fini par le laisser franchir le canal. Le coût du voyage aller serait de plus de 2,5 millions d'euros, notamment 45 000 euros par jour pour le remorqueur.
Le 15 février 2006, à la suite du refus de l'Inde d'accueillir le Clemenceau et de la décision du Conseil d'État français, Jacques Chirac, à la veille de sa visite en Inde, a ordonné le rapatriement de celui-ci à Brest, en passant près de La Réunion en contournant l'Afrique, pour un coût estimé à quatre millions d'euros. Le maire de Brest s'inquiète de la présence future de cette épave dans la rade.
Cette décision du gouvernement indien fait suite à une campagne d'ONG et en particulier de Greenpeace protestant contre l'exportation d'épaves amiantées des pays riches vers les pays pauvres. À la même période, un très gros navire de transport de troupes britannique, le Sir Galahad, amianté comme tous les bâtiments de guerre de cette époque, est en train d'être découpé sur le même chantier indien après être passé lui aussi par le canal de Suez sans aucune protestation. Le 28 février 2006, dans un débat à la commission de la défense nationale de l'Assemblée nationale, les députés considèrent que la campagne contre le Clemenceau constitue une action d'intelligence économique. Cette action pourrait avoir un rapport avec un marché d'avions de chasse du gouvernement indien dans lequel le Rafale est en course.
Le 17 mai 2006, alors que la marine américaine coule l'un de ses porte-avions, l'USS Oriskany (CV-34), au large de la Floride pour en faire un récif artificiel, le Clemenceau retrouve Brest, le port où il a été construit cinquante ans plus tôt. Tout le personnel du centre d'instruction navale de Brest est « au garde à vous » devant l'arrivée de la coque Q790 (le Clemenceau n'existe plus) dans la rade de Brest pour une inspection générale.
La question de son démantèlement se pose alors avec insistance. De nombreux projets ont vu le jour, certains plus ou moins farfelus. Saint-Paul, qui n'est pas soumise à la convention de Barcelone, a vu certains de ses citoyens demander à s'approprier le navire pour le couler en rade de la ville et en faire un récif artificiel.

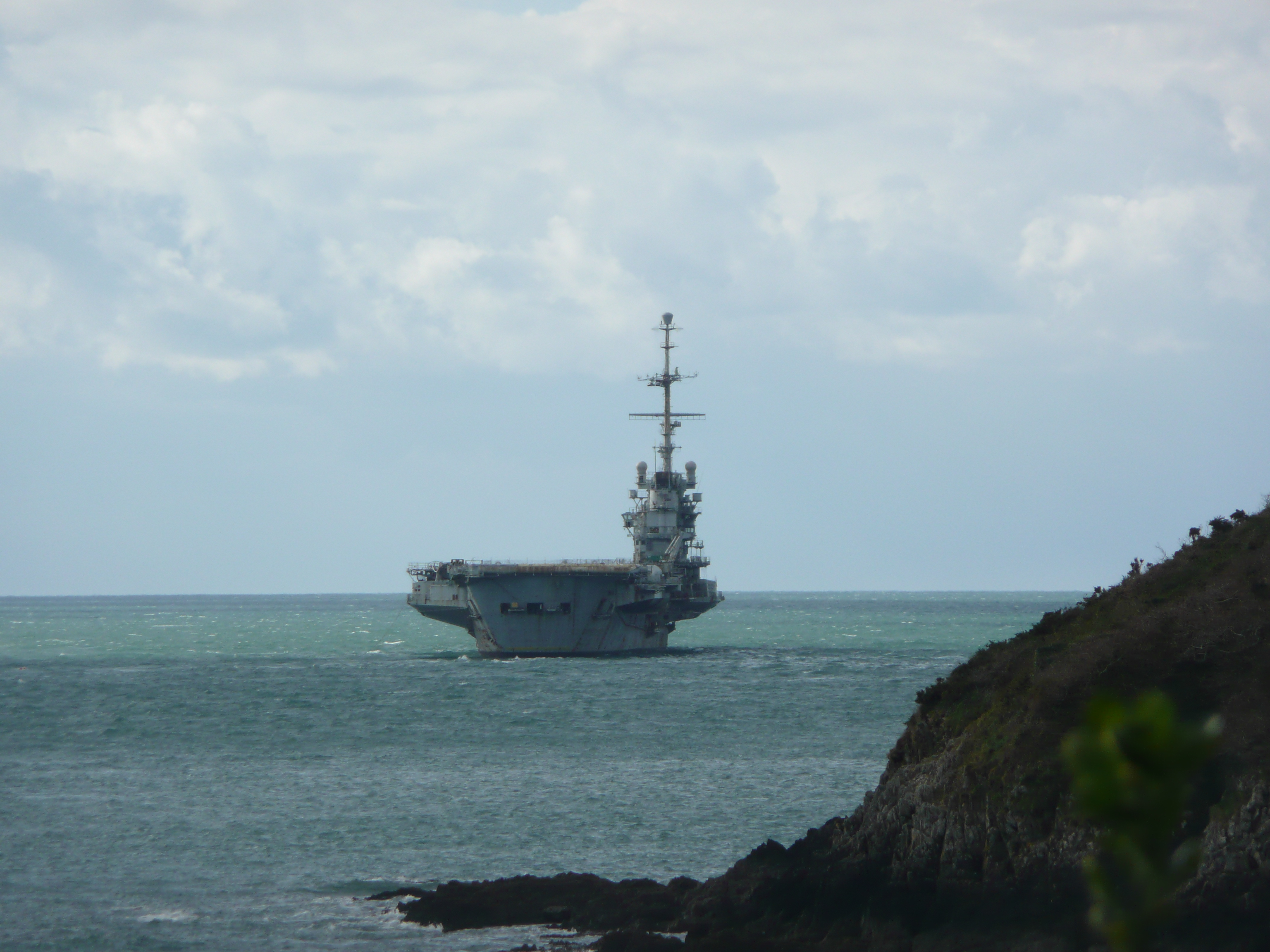
Départ du Q-790 (ex-Clemenceau) de Brest pour son démantèlement (3 février 2009)

Le ministère français de la Défense a annoncé le 1er juillet 2008 que le démantèlement serait pris en charge par la société Able Ship Recycling, sur la Tees (Royaume-Uni) après avis favorable de l'Environment Agency britannique, de la Direction régionale de l'Industrie, de la Recherche et de l'Environnement (DRIRE) de Bretagne puis de la commission interministérielle d'exportation des matériels de guerre. La livraison, prévue fin 2008, est retardée à début 2009, le temps de draguer la rivière Tees et de faire disparaitre de la coque des organismes indésirables, pour le moment absents du biotope britannique (notamment Saccharina japonica et Crepidula fornicata). Après ce grattage de la coque au mouillage par des plongeurs de la Marine nationale pour éliminer ces parasites, l'association écologiste Agir pour l'environnement et pour le développement durable (AE2D) portait plainte pour pollution de la rade, le grattage ayant, selon elle, entraîné au fond des fragments de peinture. Cette association est déboutée le 2 février 2009 par le juge des référés du tribunal administratif de Rennes, tandis qu'un article du Daily Telegraph remet en cause la plupart des arguments soulevés par les écologistes français dans leurs procédures judiciaires destinées à empêcher le départ de l’ex-Clemenceau. Le lendemain, 3 février 2009, la coque du Clemenceau quitte Brest puis est remise au remorqueur océanique Anglian Earl.

## Démantèlement
Dès réception, Able Ship Recycling aura 12 mois pour réaliser le démantèlement. Le taux de recyclage devrait être de 92 %. Après installation en cale sèche, la plus grande au monde prévue pour les constructions de plateformes offshores à Hartlepool, le démantèlement se réalise en deux étapes : la dépollution d'une durée de 5 mois, pendant laquelle sont retirées les 700 tonnes de matériaux contaminés à l'amiante ; la démolition d'une durée de 9 mois. Les matériaux amiantés seront ensevelis dans une décharge située près du chantier et la ferraille (environ 24 000 tonnes), devrait être achetée par l'usine Corus, filiale de l'indien Tata Steel.
Suivie de près par le Ministère de la Défense qui s’est assuré que le cahier des charges était bien respecté et que la déconstruction ne présentait pas de risque pour la santé humaine et l’environnement, la démolition s’est achevée fin 2010 et aurait coûté au moins 20 millions d'euros à l'État français,.

## Corruption
Les enquêteurs soupçonnent que le gérant de Technopure, société qui a effectué la première tranche du désamiantage du Clemenceau entre 2004 et 2005 à Toulon, a payé le responsable de la SDIC pour obtenir ce marché via un réseau de fausses factures.
Mis en examen pour « corruption active de personne privée, faux et usage de faux », Jean-Claude Giannino, le gérant de la société Technopure qui a participé au désamiantage du navire, a reconnu avoir versé 185 000 euros à Briac Beilvert, responsable parisien de la SDIC (Ship Decommissioning Industries Corporation, filiale d'Eckhart Marine), société sous contrat avec l'État pour le démantèlement et le désamiantage du navire. Briac Beilvert a été mis en examen pour « recel d'abus de biens sociaux, escroquerie et corruption passive de personne privée » le 13 juillet 2007.
Deux autres hommes, Jean-Pierre Fumenier et Jean-Gilbert Zozor, adjoint aux sports du maire UMP d'Aix-en-Provence (Bouches-du-Rhône) Maryse Joissains-Masini, soupçonnés d'avoir participé à ce schéma de corruption en surfacturant du matériel à Jean-Claude Giannino, ont également été mis en examen dans cette affaire.